# Hrabstwo Caroline (Wirginia)

Piramida wieku hrabstwa

Hrabstwo Caroline – hrabstwo w USA, w stanie Wirginia, według spisu z 2000 roku liczba ludności wynosiła 22121. Siedzibą hrabstwa jest Bowling Green.

## Geografia
Według spisu hrabstwo zajmuje powierzchnię 1396 km², z czego 1380 km² stanowią lądy, a 16 km² – wody.

### CDP
- Lake Caroline
- Lake Land'Or

### Sąsiednie hrabstwa
- Hrabstwo Stafford
- Hrabstwo King George
- Hrabstwo Hanover
- Hrabstwo King William
- Hrabstwo King and Queen
- Hrabstwo Essex
- Hrabstwo Spotsylvania